# De bruid van El Toro
De bruid van El Toro is het 141ste stripverhaal van Jommeke. De reeks wordt getekend door striptekenaar Jef Nys.

## Verhaal
Op een dag hebben De begijntjes met een tombola een jeep en caravan gewonnen en gaan op uitstap. Ondertussen brengen Jommeke en Filiberke nog eens een bezoek aan Bella, de koe. Doch als de begijntjes een lekke band krijgen, komt Jommeke te hulp om het wiel te verwisselen.Maar plots glipt Bella de caravan in. Als dank mag Jommeke en Filiberke mee met de begijntjes. De ganse groep reist richting Spanje. Daar bezoeken ze een stierengevecht. Maar plotseling springt Bella de arena in. Er ontstaat een liefdesaffaire tussen Bella en El Toro, de stier. Later gaan Bella en El Toro zelfs naar het stadhuis om te trouwen. Maar een stoute circusdirecteur ontvoert Bella samen met El Toro en laat ze optreden in zijn eigen circus. Jommeke en zijn vrienden weten na wat speurwerk Bella en El Toro te bevrijden. Alles loopt nog goed af en iedereen keert terug naar huis.

## Achtergronden bij het verhaal
- Al eerder kwam Bella in de reeks voor. Zie album De muzikale Bella en De vlucht van Bella.
- Wanneer Bella en El Toro een dansfeest veroorzaken, sleurt een van de begijntjes Filiberke mee met de woorden: "Komaan, begijntjes en kwezeltjes dansen wél." Dit is een verwijzing naar het kinderliedje "Zeg kwezelken wilde gij dansen".